# 天使突抜
天使突抜（てんしつきぬけ）は、京都府京都市下京区の町名。南北に走る東中筋通を挟む両側町で、松原通から六条通までの間に位置する。名称はかつて天使社（てんししゃ）を号した五条天神社の境内を貫通して造られた天使突抜通（現東中筋通）に因む。
天使突抜は、北は天神前町に接し、そこから南へ1丁目（万寿寺通まで）、2丁目（五条通まで）、3丁目（楊梅通まで）、4丁目（六条通まで）の順に並ぶ。
天正18年（1590年）に豊臣秀吉が京都改造（天正の地割）を行った際、五条天神社の境内に新しく街路を通した。五条天神社は天使社とも呼ばれたことから、この街路は天使突抜通と称された。『京都坊目誌』（1915年）によれば、天使突抜通は当初は高辻通から仏光寺通までであったが、のちに塩小路通まで伸延した。
天使突抜は、『寛永十四年洛中絵図』（1637年）では「天使」と記されていたが、『京雀』（1665年）では「天子（ママ）のつきぬけ」と記され、『京町鏡』（1762年）に至り現在と同じ「天使突抜」と記されるようになった。なお『京雀』では天使突抜4丁目を「しのむら町」と記すが、由来は不明である。
江戸期は、1・2丁目が川西九町組卜味三町組、3丁目が川西九町和泉組、4丁目は川西九町中筋組に属した。明治2年（1869年）の町組改正により13番組となり、第17区、第17学区を経て、明治12年に下京区に編入された。